# Hunyadi Mátyás Gimnázium
A Hunyadi Mátyás Gimnázium Pestszentlőrinc legrégebbi gimnáziuma volt, épülete a Kossuth tér 2. szám alatt található. Sokan (különösen az ott élők) Steinmetz Miklós Gimnáziumként is ismerik, mivel négy évtizeden keresztül ezen a néven működött az intézmény. Hunyadi Mátyás nevét 1993-ban vette fel, Magyarország egyik legnagyobb uralkodója, Hunyadi Mátyás előtti tisztelgésül.
2011-ben egyházi kezelésbe került, története ezen a néven véget ért. Társiskolájával most már a Sztehlo Gábor Evangélikus Óvoda, Általános Iskola és Gimnázium nevet viseli.

## Története
1936-ban a megyei várossá alakuló Pestszentlőrincen a kultuszminiszter engedélyezte egy állami gimnázium megalapítását. A város vezetősége az elhelyezéssel és tanári kar megszervezésével kapcsolatban is nehézségekbe ütközött. Végül a Gyöngyvirág utcában található Tündérkertben (ma Dohnányi Ernő Zeneiskola) kezdte el működését a Kecskemétről áttelepült állami gimnázium 6 tanárával az intézmény Pestszentlőrinci Állami Gimnázium néven. A polgári fiúgimnázium első igazgatója dr. Tóth Tivadar lett. A hely azonban nem volt megfelelő, ezért már a következő tanévben átköltöztették az intézményt a Wlassics utcába. Ott működött tovább, az első osztály 1943-ban érettségizett.
A háború zűrzavaros időszakát követő években sok változás történt. 1945-től lányok beiratkozását is engedélyezték a gimnáziumba, és a korábbi iskolaszerkezet megváltozásával ez a gimnázium is négy osztályossá alakult. A gimnáziumot 1947-ben költöztették át jelenlegi helyére, a Kossuth tér 2. szám alá. A korábban itt működő általános iskoláé lett a Wlassics utcai épület. Az 1951/52-es tanévben új nevet kapott a Pestszentlőrinci Állami Gimnázium. A város határában életét vesztett parlamenterről, Steinmetz Miklósról nevezték el.
A korábban még tágas épület a középiskolai oktatás iránti igény megnövekedésével az 1950-es évek közepére már bővítésre szorult, 1958/59-ben adták át az új szárnyat 12 új tanteremmel. 1965-ben elkészült a tanműhely (politechnika) épülete. Az 50-es évek végétől a gimnáziumban tagozatok indultak (orosz, német, francia, fizika-kémia), amelyeknek eredményessége révén a tanulók országos szinten is előkelően szerepeltek a tanulmányi versenyeken és felvételiken. 1958-tól működik a gimnázium iskolaújságja a Garabonciás, amelyet indulásától kezdve lelkes diákok szerkesztettek tanári segítséggel. A 60-as évek közepén Budapesten elsőként itt alakult meg iskolaklub, amelynek keretében rendszeres rendezvényeket szerveztek a tanulók.  1986-ig a kerület egyetlen gimnáziumaként működött a Steinmetz, generációk sora tanult az intézmény falai között, akik ma is kötődnek régi iskolájukhoz.
A rendszerváltás után a gimnázium nevet változtatott. A nagy magyar király után Hunyadi Mátyás Gimnázium néven folytatta működését 1993. március 1-jétől 2011-ig. Az iskola a kerületi diákélet aktív résztvevőjévé vált. Az évente megrendezett Fővárosi Amatőr Színjátszófesztivál és az Országos Amatőr Diákfilmfesztivál főszervezőjeként igyekezett oktatási tevékenységét közérdeklődésre számot tartó kulturális programokkal kiegészíteni. 2008-tól működött az iskolában újra Természettudományi Diákkör.
2011-ben egyházi kezelésbe került, története ezen a néven véget ért. Társiskolájával most már a Sztehlo Gábor Evangélikus Óvoda, Általános Iskola és Gimnázium nevet viseli.